# Llista de zones arqueològiques des Migjorn Gran
Llista de zones arqueològiques des Migjorn Gran catalogades pel consell insular de Menorca com a Béns d'Interès Cultural en la categoria de zona arqueològica pel municipi des Migjorn Gran. Alguns elements immobles prehistòrics poden tenir la categoria de monument. Vegeu també la llista de monuments des Migjorn Gran.
| Monument                                                                    | Tipus                       | Ubicació                                       | Codi?                | Imatge                                                |
| --------------------------------------------------------------------------- | --------------------------- | ---------------------------------------------- | -------------------- | ----------------------------------------------------- |
| Talaiot i assentament d'Albranca Nou / sa Talaia                            | Zona arqueològica           | Es Migjorn Gran Albranca Nou                   | ABN-01 RI-51-0003694 |                                                       |
| Poblat de navetes d'Albranca Nou / es Claperar. Els Antigots                | Zona arqueològica           | Es Migjorn Gran Albranca Nou                   | ABN-02 RI-51-0003695 |                                                       |
| Turó fortificat i necròpolis d'Albranca Nou / penyal de ses Coves Gardes    | Zona arqueològica           | Es Migjorn Gran Albranca Nou                   | ABN-04 RI-51-0003697 |                                                       |
| Hipogeu d'Albranca Nou / es Ravellar                                        | Zona arqueològica           | Es Migjorn Gran Albranca Nou                   | ABN-05               |                                                       |
| Assentament d'Albranca Nou / na Ponsa Olivera                               | Zona arqueològica           | Es Migjorn Gran Albranca Nou                   | ABN-06 RI-51-0003699 |                                                       |
| Cova d'Albranca Nou                                                         | Zona arqueològica           | Es Migjorn Gran Albranca Nou                   | ABN-09               |                                                       |
| Hipogeu d'Albranca Nou / es Cocó                                            | Zona arqueològica           | Es Migjorn Gran Albranca Nou                   | ABN-10               |                                                       |
| Assentament i hipogeu d'Albranca Nou / tanca de sa Cova                     | Zona arqueològica           | Es Migjorn Gran Albranca Nou                   | ABN-11               |                                                       |
| Talaiot i assentament d'Albranca Nou                                        | Zona arqueològica           | Es Migjorn Gran Albranca Nou                   | ABN-12               |                                                       |
| Assentament d'Albranca Nou                                                  | Zona arqueològica           | Es Migjorn Gran Albranca Nou                   | ABN-13               |                                                       |
| Hipogeu d'Albranca Vell / es Pas des Moro                                   | Zona arqueològica           | Es Migjorn Gran Albranca Vell                  | ABV-01 RI-51-0003640 |                                                       |
| Poblat d'Albranca Vell / tanca de sa Talaia                                 | Zona arqueològica           | Es Migjorn Gran Albranca Vell                  | ABV-02 RI-51-0003641 |                                                       |
| Assentament i cova d'Albranca Vell / cova de n'Amer                         | Zona arqueològica           | Es Migjorn Gran Albranca Vell                  | ABV-03               |                                                       |
| Turó fortificat i necròpolis d'Albranca Vell / cova de ses Arpelles         | Zona arqueològica           | Es Migjorn Gran Albranca Vell                  | ABV-04               |                                                       |
| Cova d'Albranca Vell                                                        | Zona arqueològica           | Es Migjorn Gran Albranca Vell                  | ABV-05               |                                                       |
| Cova d'Albranxella / cova de sa Boal                                        | Zona arqueològica           | Es Migjorn Gran Albranxella                    | ABX-01 RI-51-0003638 |                                                       |
| Assentament i necròpolis d'Albranxella / tanca de s'Era                     | Zona arqueològica           | Es Migjorn Gran Albranxella                    | ABX-02 RI-51-0003642 |                                                       |
| Restes d'Albranxella                                                        | Zona arqueològica           | Es Migjorn Gran Albranxella                    | ABX-04               |                                                       |
| Talaiot i assentament de Biniatzèn / tanca de sa Talaia                     | Zona arqueològica           | Es Migjorn Gran Biniatzèn                      | BAZ-01 RI-51-0003643 |                                                       |
| Necròpolis de Biniatzèn / es Barranquell                                    | Zona arqueològica           | Es Migjorn Gran Biniatzèn                      | BAZ-02 RI-51-0003644 |                                                       |
| Talaiot de Biniatzèn / es Passatget                                         | Zona arqueològica           | Es Migjorn Gran Biniatzèn                      | BAZ-03 RI-51-0003645 |                                                       |
| Talaiot de Biniatzèn / tanca de sa Talaieta                                 | Zona arqueològica           | Es Migjorn Gran Biniatzèn                      | BAZ-04 RI-51-0003646 |                                                       |
| Jaciment d'habitació de Biniatzèn                                           | Zona arqueològica           | Es Migjorn Gran Biniatzèn                      | BAZ-05               |                                                       |
| Jaciment funerari de Biniatzèn                                              | Zona arqueològica           | Es Migjorn Gran Biniatzèn                      | BAZ-07               |                                                       |
| Poblat de Binicodrell de Baix                                               | Zona arqueològica           | Es Migjorn Gran Binicodrell de Baix            | BCB-01 RI-51-0003647 |                                                       |
| Sala hipòstila i restes de Binicodrell de Baix                              | Zona arqueològica           | Es Migjorn Gran Binicodrell de Baix            | BCB-02               |                                                       |
| Naveta d'habitació de Binicodrell de Baix                                   | Zona arqueològica           | Es Migjorn Gran Binicodrell de Baix            | BCB-03               |                                                       |
| Restes de Binicodrell de Baix                                               | Zona arqueològica           | Es Migjorn Gran Binicodrell de Baix            | BCB-04               |                                                       |
| Talaiots de Binicodrell de Darrera                                          | Zona arqueològica visitable | Es Migjorn Gran Binicodrell de Dalt            | BCD-01 RI-55-0000696 | Talaiots de Binicodrell de Darrera (es Migjorn Gran)  |
| Poblat de Binicodrell Nou / es Vilàs                                        | Zona arqueològica           | Es Migjorn Gran Binicodrell Nou                | BCN-01 RI-51-0003649 |                                                       |
| Naveta d'habitació de Binicodrell Nou / tanca de s'Era                      | Zona arqueològica           | Es Migjorn Gran Binicodrell Nou                | BCN-02 RI-51-0003650 |                                                       |
| Necròpolis de Binicodrell Nou / es Coster Nou                               | Zona arqueològica           | Es Migjorn Gran Binicodrell Nou                | BCN-03 RI-51-0003651 |                                                       |
| Talaiot i assentament de Binicodrell Nou / es Boueret                       | Zona arqueològica           | Es Migjorn Gran Binicodrell Nou                | BCN-04               |                                                       |
| Restes de Binicodrellet / sa Garriga                                        | Zona arqueològica           | Es Migjorn Gran Binicodrellet                  | BCT-05               |                                                       |
| Sala hipòstila de Binigaus Nou / Galliner de Madona                         | Zona arqueològica           | Es Migjorn Gran Binigaus Nou                   | BGN-01 RI-51-0003652 |                                                       |
| Sala hipòstila i assentament de Binigaus Nou / els Saguessos                | Zona arqueològica           | Es Migjorn Gran Binigaus Nou                   | BGN-03 RI-51-0003654 |                                                       |
| Cova de Binigaus Nou / na Campamares                                        | Zona arqueològica           | Es Migjorn Gran Binigaus Nou                   | BGN-06               |                                                       |
| Restes i cova de Binigaus Nou / sa Corona                                   | Zona arqueològica           | Es Migjorn Gran Binigaus Nou                   | BGN-07               |                                                       |
| Turó fortificat i cova de Binigaus Vell / pleta de darrera ses Cases        | Zona arqueològica           | Es Migjorn Gran Binigaus Vell                  | BGV-01 RI-51-0003657 |                                                       |
| Turó fortificat de Binigaus Vell / els Coloms de Dalt                       | Zona arqueològica           | Es Migjorn Gran Binigaus Vell                  | BGV-02 RI-51-0003658 |                                                       |
| Cova de Binigaus Vell / cova des Coloms                                     | Zona arqueològica           | Es Migjorn Gran Binigaus Vell                  | BGV-04 RI-51-0003660 | Cova des Coloms (es Migjorn Gran)                     |
| Cova de Binigaus Vell / na Polida                                           | Zona arqueològica           | Es Migjorn Gran Binigaus Vell                  | BGV-05 RI-51-0003661 |                                                       |
| Cova de Binigaus Vell / cova de sa Prior                                    | Zona arqueològica           | Es Migjorn Gran Binigaus Vell                  | BGV-06 RI-51-0003662 |                                                       |
| Cova de Binigaus Vell / cova des Xalar                                      | Zona arqueològica           | Es Migjorn Gran Binigaus Vell                  | BGV-07               |                                                       |
| Restes i cova de Binigaus Vell / tanca de sa Cova                           | Zona arqueològica           | Es Migjorn Gran Binigaus Vell                  | BGV-08               |                                                       |
| Necròpolis de Binigaus Vell / cova de sa Xeta. Cova des Santuari            | Zona arqueològica           | Es Migjorn Gran Binigaus Vell                  | BGV-10               |                                                       |
| Assentament de Binigaus Vell / tanca de sa Talaia                           | Zona arqueològica           | Es Migjorn Gran Binigaus Vell                  | BGV-11               |                                                       |
| Coves de Binigaus Vell                                                      | Zona arqueològica           | Es Migjorn Gran Binigaus Vell                  | BGV-13               |                                                       |
| Cova de sa Cova / es Recingle                                               | Zona arqueològica           | Es Migjorn Gran Sa Cova                        | COV-01 RI-51-0003663 |                                                       |
| Necròpolis de sa Cova / na Simona                                           | Zona arqueològica           | Es Migjorn Gran Sa Cova                        | COV-02               |                                                       |
| Jaciment d'habitació i hipogeu de sa Creueta                                | Zona arqueològica           | Es Migjorn Gran Sa Creueta                     | CRE-01 RI-51-0003664 |                                                       |
| Talaiot i hipogeu de s'Engolidor                                            | Zona arqueològica           | Es Migjorn Gran S'Engolidor                    | ENG-01 RI-55-0000697 |                                                       |
| Hipogeu de s'Estància d'en Pere de sa Torre                                 | Zona arqueològica           | Es Migjorn Gran Estància d'en Pere de sa Torre | EPT-01               |                                                       |
| Necròpolis de na Foradada / es Barranc                                      | Zona arqueològica           | Es Migjorn Gran Na Foradada                    | FOR-01 RI-51-0003676 |                                                       |
| Poblat de navetes de na Foradada                                            | Zona arqueològica           | Es Migjorn Gran Na Foradada                    | FOR-02 RI-51-0003675 |                                                       |
| Jaciment d'habitació de na Foradada                                         | Zona arqueològica           | Es Migjorn Gran Na Foradada                    | FOR-03               |                                                       |
| Talaiot i assentament de ses Fonts-redones de Baix / Fra Pere               | Zona arqueològica           | Es Migjorn Gran Fonts-redones de Baix          | FRB-01 RI-51-0003666 |                                                       |
| Talaiot de ses Fonts-redones de Baix / tanca des forn de calç               | Zona arqueològica           | Es Migjorn Gran Fonts-redones de Baix          | FRB-02 RI-51-0003667 |                                                       |
| Turó fortificat de ses Fonts-redones de Baix / sa Muntanya grossa           | Zona arqueològica           | Es Migjorn Gran Fonts-redones de Baix          | FRB-03 RI-51-0003669 |                                                       |
| Talaiot i assentament de ses Fonts-redones de Baix / pleta des forn de calç | Zona arqueològica           | Es Migjorn Gran Fonts-redones de Baix          | FRB-04 RI-51-0003670 |                                                       |
| Talaiot de ses Fonts-redones de Baix / hortal des Moro. Pleta des Cavall    | Zona arqueològica           | Es Migjorn Gran Fonts-redones de Baix          | FRB-05 RI-51-0003671 |                                                       |
| Assentament de ses Fonts-redones / s'Ombrívol                               | Zona arqueològica           | Es Migjorn Gran Fonts-redones de Baix          | FRB-06 RI-51-0003672 |                                                       |
| Jaciment d'habitació de ses Fonts-redones de Baix / sa Tanqueta             | Zona arqueològica           | Es Migjorn Gran Fonts-redones de Baix          | FRB-07               |                                                       |
| Jaciment d'habitació de ses Fonts-redones de Baix                           | Zona arqueològica           | Es Migjorn Gran Fonts-redones de Baix          | FRB-08               |                                                       |
| Jaciment d'habitació de ses Fonts-redones de Baix                           | Zona arqueològica           | Es Migjorn Gran Fonts-redones de Baix          | FRB-09               |                                                       |
| Talaiot i assentament de ses Fonts-redones de Dalt / Carreró dels Ullastres | Zona arqueològica           | Es Migjorn Gran Fonts-redones de Dalt          | FRD-01 RI-51-0003673 |                                                       |
| Jaciment d'habitació de Granada de Baix / ses Fontanelles                   | Zona arqueològica           | Es Migjorn Gran Granada de Baix                | GRB-01 RI-51-0003677 |                                                       |
| Talaiot des Mestall                                                         | Zona arqueològica           | Es Migjorn Gran Es Mestall                     | MES-01 RI-51-0003678 | Talaiot des Mestall (es Migjorn Gran)                 |
| Assentament des Pinaret / sa Cisterna. Es Forn de calç                      | Zona arqueològica           | Es Migjorn Gran Es Pinaret                     | PIN-01 RI-51-0003679 |                                                       |
| Hipogeu des Pinaret / cova de na Xeta                                       | Zona arqueològica           | Es Migjorn Gran Es Pinaret                     | PIN-02 RI-51-0003680 |                                                       |
| Assentament des Pinaret / sa Punta. Es Penyal de sa Miloca                  | Zona arqueològica           | Es Migjorn Gran Es Pinaret                     | PIN-03 RI-51-0003682 |                                                       |
| Balma des Pinaret                                                           | Zona arqueològica           | Es Migjorn Gran Es Pinaret                     | PIN-04               |                                                       |
| Jaciment d'habitació de Sant Adeodat / sa Platja                            | Zona arqueològica           | Es Migjorn Gran Sant Adeodat                   | SAD-03               |                                                       |
| Assentament de Sant Agustí / sa Pedrola d'en Magí                           | Zona arqueològica           | Es Migjorn Gran Sant Agustí Vell               | SAG-01 RI-51-0003691 |                                                       |
| Poblat de Sant Agustí / ses Talaies                                         | Zona arqueològica visitable | Es Migjorn Gran Sant Agustí Vell               | SAG-02 RI-55-0000698 | Poblat de Sant Agustí / ses Talaies (es Migjorn Gran) |
| Sala hipòstila de Son Carabassa                                             | Zona arqueològica           | Es Migjorn Gran Son Carabassa                  | SCA-01 RI-51-0003708 |                                                       |
| Cova de Son Carabassa / tanca des Ravellar                                  | Zona arqueològica           | Es Migjorn Gran Son Carabassa                  | SCA-02 RI-51-0003709 |                                                       |
| Assentament i hipogeu de Son Carabassa / tanca de sa Cova                   | Zona arqueològica           | Es Migjorn Gran Son Carabassa                  | SCA-03 RI-51-0003710 |                                                       |
| Assentament i hipogeu de Son Carabassa / Terres Noves de s'Aljub            | Zona arqueològica           | Es Migjorn Gran Son Carabassa                  | SCA-05 RI-51-0003712 |                                                       |
| Necròpolis de Son Carabassa / ses Cases                                     | Zona arqueològica           | Es Migjorn Gran Son Carabassa                  | SCA-06 RI-51-0003713 |                                                       |
| Assentament i hipogeu de Son Carabassa / es Cocó d'enfora                   | Zona arqueològica           | Es Migjorn Gran Son Carabassa                  | SCA-07               |                                                       |
| Restes de Son Carabassa                                                     | Zona arqueològica           | Es Migjorn Gran Son Carabassa                  | SCA-08               |                                                       |
| Hipogeu de Son Carabassa / sa Pedrera des camí                              | Zona arqueològica           | Es Migjorn Gran Son Carabassa                  | SCA-09               |                                                       |
| Cova de Son Carabassa / pleta de s'Avenc                                    | Zona arqueològica           | Es Migjorn Gran Son Carabassa                  | SCA-10               |                                                       |
| Poblat i hipogeu de Santa Clara                                             | Zona arqueològica           | Es Migjorn Gran Santa Clara                    | SCL-01 RI-51-0003683 |                                                       |
| Assentament de Sant Claudi                                                  | Zona arqueològica           | Es Migjorn Gran Sant Claudi                    | SCU-01 RI-51-0003693 |                                                       |
| Hipogeu de Sant Miquel / sa Corona                                          | Zona arqueològica           | Es Migjorn Gran Sant Miquel                    | SMI-01 RI-51-0003701 |                                                       |
| Hipogeu i restes de Sant Miquel / s'Alzinar                                 | Zona arqueològica           | Es Migjorn Gran Sant Miquel                    | SMI-02               |                                                       |
| Talaiot i assentament de Santa Mònica / hortal de sa Talaia                 | Zona arqueològica visitable | Es Migjorn Gran Santa Mònica                   | SMO-01 RI-55-0000695 |                                                       |
| Poblat de Santa Mònica / s'Antigot                                          | Zona arqueològica           | Es Migjorn Gran Santa Mònica                   | SMO-02 RI-51-0003687 |                                                       |
| Necròpolis de Santa Mònica / els Costers                                    | Zona arqueològica           | Es Migjorn Gran Santa Mònica                   | SMO-03 RI-51-0003688 |                                                       |
| Assentament de Santa Mònica                                                 | Zona arqueològica           | Es Migjorn Gran Santa Mònica                   | SMO-04               |                                                       |
| Assentament i necròpolis de Son Pons / s'Ull de Sol de ses Penyes           | Zona arqueològica           | Es Migjorn Gran Son Pons                       | SPN-01               |                                                       |
| Assentament de Son Pons / s'Aljub                                           | Zona arqueològica           | Es Migjorn Gran Son Pons                       | SPN-03               |                                                       |
| Hipogeu de Son Pons / tanca de sa Coveta                                    | Zona arqueològica           | Es Migjorn Gran Son Pons                       | SPN-04               |                                                       |
| Talaiot i restes de Sant Roc / tanca de sa Talaia                           | Zona arqueològica           | Es Migjorn Gran Sant Roc                       | SRO-01 RI-51-0003702 |                                                       |
| Restes i necròpolis de Sant Roc                                             | Zona arqueològica           | Es Migjorn Gran Sant Roc                       | SRO-02               |                                                       |
| Jaciment d'habitació de Sant Roc / sa Talaieta                              | Zona arqueològica           | Es Migjorn Gran Sant Roc                       | SRO-04               |                                                       |
| Sala hipòstila de Sant Tomàs / s'Esquena de s'Ase                           | Zona arqueològica           | Es Migjorn Gran Sant Tomàs                     | STO-02 RI-51-0003704 |                                                       |
| Talaiot i assentament de Sant Tomàs / tanca de sa Carretera                 | Zona arqueològica           | Es Migjorn Gran Sant Tomàs                     | STO-03 RI-51-0003705 |                                                       |
| Hipogeu de Sant Tomàs                                                       | Zona arqueològica           | Es Migjorn Gran Sant Tomàs                     | STO-05               |                                                       |
| Assentament de Sant Tomàs                                                   | Zona arqueològica           | Es Migjorn Gran Sant Tomàs                     | STO-06               |                                                       |
| Jaciment d'habitació de Talis / na Redona. Blocaus de Dalt                  | Zona arqueològica           | Es Migjorn Gran Talis                          | TAL-01               |                                                       |
| Jaciment d'habitació d'Atalis / Blocaus de Baix                             | Zona arqueològica           | Es Migjorn Gran Talis                          | TAL-02               |                                                       |
| Poblat de Torrenova d'en Jordi Marc / tanca de sa Talaia                    | Zona arqueològica           | Es Migjorn Gran Torrenova d'en Jordi Marc      | TNJ-01 RI-51-0003718 |                                                       |
| Sala hipòstila i cova de Torrenova d'en Jordi Marc                          | Zona arqueològica           | Es Migjorn Gran Torrenova d'en Jordi Marc      | TNJ-02 RI-51-0003719 |                                                       |
| Cova de Torrenova d'en Jordi Marc / sa Tanca Gran                           | Zona arqueològica           | Es Migjorn Gran Torrenova d'en Jordi Marc      | TNJ-03 RI-51-0003720 |                                                       |
| Necròpolis de Torrenova d'en Jordi Marc / els Obrers Vells                  | Zona arqueològica           | Es Migjorn Gran Torrenova d'en Jordi Marc      | TNJ-04 RI-51-0003729 |                                                       |
| Assentament de Torrenova d'en Jordi Marc / Pleta dels Obrers Vells          | Zona arqueològica           | Es Migjorn Gran Torrenova d'en Jordi Marc      | TNJ-06               |                                                       |
| Necròpolis de Torrenova d'en Jordi Marc                                     | Zona arqueològica           | Es Migjorn Gran Torrenova d'en Jordi Marc      | TNJ-07               |                                                       |
| Jaciment funerari de Torrevella d'en Jordi Marc / sa Quintana               | Zona arqueològica           | Es Migjorn Gran Torrevella d'en Jordi Marc     | TVJ-02 RI-51-0003724 |                                                       |
| Assentament i necròpolis de Torrevella d'en Jordi Marc / ses Cases          | Zona arqueològica           | Es Migjorn Gran Torrevella d'en Jordi Marc     | TVJ-03 RI-51-0003725 |                                                       |
| Assentament i hipogeu de Torrevella d'en Jordi Marc                         | Zona arqueològica           | Es Migjorn Gran Torrevella d'en Jordi Marc     | TVJ-05 RI-51-0003727 |                                                       |
| Poblat de navetes de Torrevella d'en Jordi Marc / Antigots Petits i Grans   | Zona arqueològica           | Es Migjorn Gran Torrevella d'en Jordi Marc     | TVJ-06               |                                                       |
| Restes de Torrevella d'en Jordi Marc                                        | Zona arqueològica           | Es Migjorn Gran Torrevella d'en Jordi Marc     | TVJ-07               |                                                       |
| Balma de sa Vall                                                            | Zona arqueològica           | Es Migjorn Gran Torrevella d'en Jordi Marc     | VAL-02               |                                                       |